# Offranville
Offranville est une commune française située dans le département de la Seine-Maritime en région Normandie.

## Géographie

### Hydrographie
La commune est située dans le bassin Seine-Normandie. Elle est drainée par la Scie,.
La Scie s'écoule du sud vers le nord, sur le flanc est du territoire communal. D'une longueur de 38 km, elle prend sa source dans la commune d'Étaimpuis et se jette  dans la Manche à Hautot-sur-Mer, après avoir traversé 20 communes.  

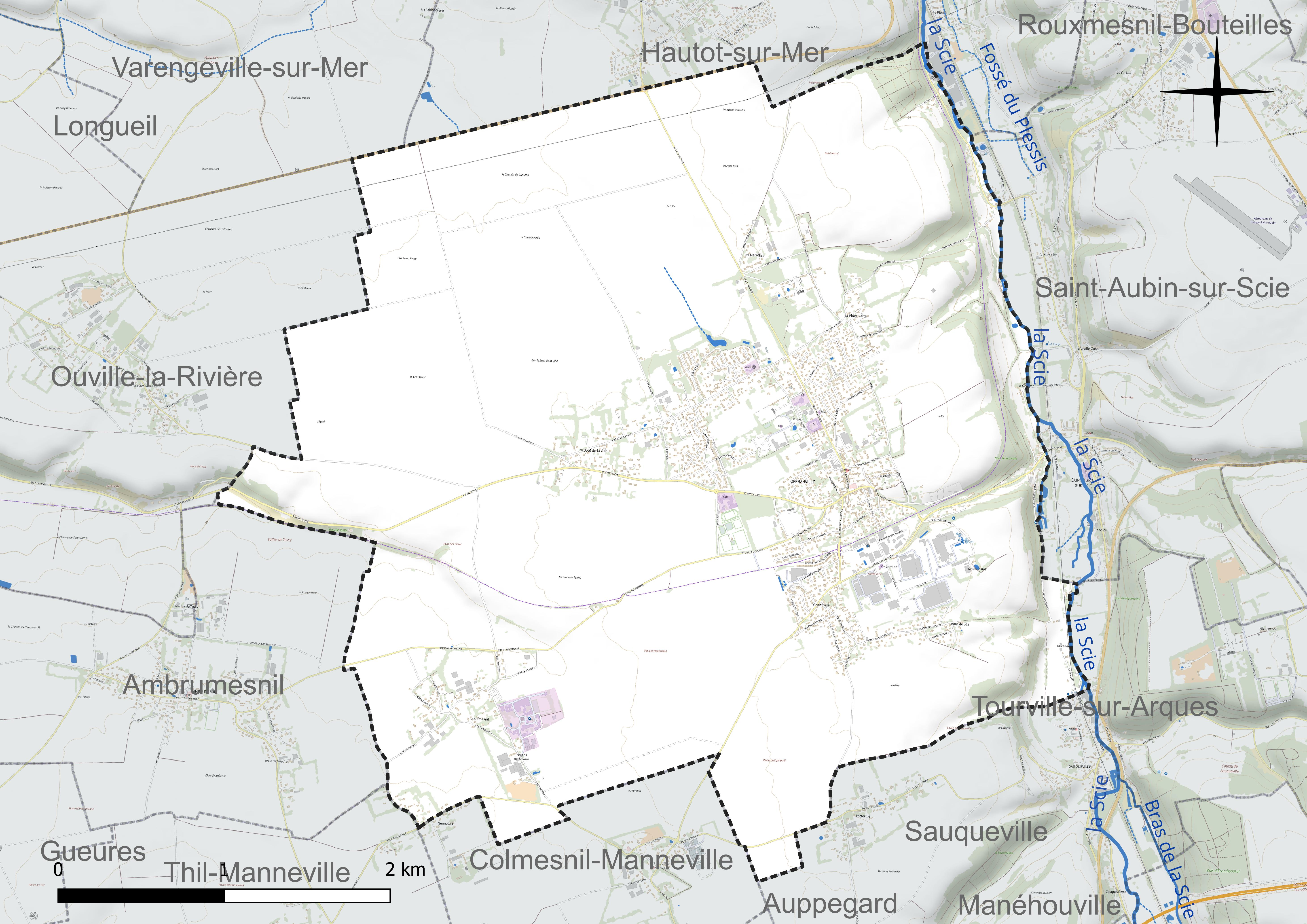
Réseau hydrographique d'Offranville.

### Climat
Pour des articles plus généraux, voir Climat de la Normandie et Climat de la Seine-Maritime.
En 2010, le climat de la commune est de type climat océanique franc, selon une étude du CNRS s'appuyant sur une série de données couvrant la période 1971-2000. En 2020, Météo-France publie une typologie des climats de la France métropolitaine dans laquelle la commune est exposée à un climat océanique et est dans la région climatique Côtes de la Manche orientale, caractérisée par un faible ensoleillement (1 550 h/an) ; forte humidité de l’air (plus de 20 h/jour avec humidité relative> 80 % en hiver), vents forts fréquents. Parallèlement le GIEC normand, un groupe régional d’experts sur le climat, différencie quant à lui, dans une étude de 2020, trois grands types de climats pour la région Normandie, nuancés à une échelle plus fine par les facteurs géographiques locaux. La commune est, selon ce zonage, exposée à un « climat maritime », correspondant au Pays de Caux, frais, humide et pluvieux, légèrement plus frais que dans le Cotentin.
Pour la période 1971-2000, la température annuelle moyenne est de 10,6 °C, avec une amplitude thermique annuelle de 12,5 °C. Le cumul annuel moyen de précipitations est de 916 mm, avec 13 jours de précipitations en janvier et 8,7 jours en juillet. Pour la période 1991-2020, la température moyenne annuelle observée sur la station météorologique la plus proche, située sur la commune de Dieppe à 6 km à vol d'oiseau, est de 11,3 °C et le cumul annuel moyen de précipitations est de 805,2 mm,. Pour l'avenir, les paramètres climatiques de la commune estimés pour 2050 selon différents scénarios d'émission de gaz à effet de serre sont consultables sur un site dédié publié par Météo-France en novembre 2022.

## Urbanisme

### Typologie
Au 1er janvier 2024, Offranville est catégorisée bourg rural, selon la nouvelle grille communale de densité à sept niveaux définie par l'Insee en 2022.
Elle appartient à l'unité urbaine d'Offranville, une unité urbaine monocommunale constituant une ville isolée,. Par ailleurs la commune fait partie de l'aire d'attraction de Dieppe, dont elle est une commune de la couronne,. Cette aire, qui regroupe 62 communes, est catégorisée dans les aires de 50 000 à moins de 200 000 habitants,.

### Occupation des sols
L'occupation des sols de la commune, telle qu'elle ressort de la base de données européenne d’occupation biophysique des sols Corine Land Cover (CLC), est marquée par l'importance des territoires agricoles (79,9 % en 2018), en diminution par rapport à 1990 (80,8 %). La répartition détaillée en 2018 est la suivante :
terres arables (65 %), zones urbanisées (16,5 %), prairies (11 %), zones agricoles hétérogènes (3,8 %), forêts (3,7 %). L'évolution de l’occupation des sols de la commune et de ses infrastructures peut être observée sur les différentes représentations cartographiques du territoire : la carte de Cassini (XVIIIe siècle), la carte d'état-major (1820-1866) et les cartes ou photos aériennes de l'IGN pour la période actuelle (1950 à aujourd'hui).

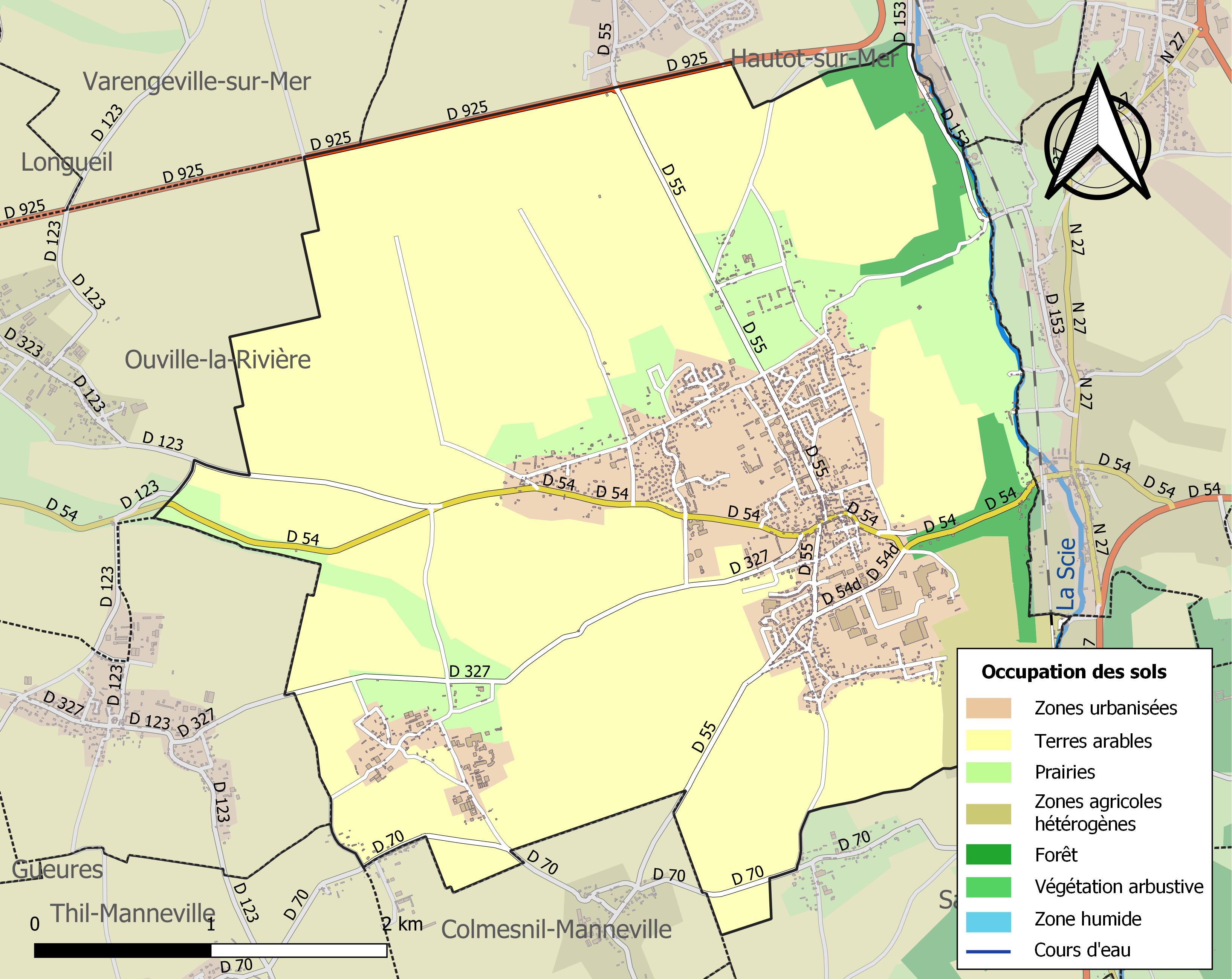
Carte des infrastructures et de l'occupation des sols de la commune en 2018 (CLC).

## Toponymie
La ville est mentionnée sous la forme Ulfranville en 1087.
Toponyme médiéval en -ville au sens de « domaine rural » (mot issu du gallo-roman villa, même sens).
Il est précédé de l'anthroponyme germanique Wulframnus (cf. allemand Wolfram), reconnu par ailleurs dans le nom de saint Vulfran. L'effacement de [w] initial est caractéristique de la Haute-Normandie et se retrouve ailleurs dans Elbeuf ou Intraville.

## Politique et administration

### Liste des maires
| Période                                  | Période                    | Identité                         | Étiquette   | Qualité |
| ---------------------------------------- | -------------------------- | -------------------------------- | ----------- | --- |
| Les données manquantes sont à compléter. |                            |                                  |             | |
|                                          |                            | Huret                            |             | |
| 1887                                     | 1904                       | Léon Godefroy                    |             | |
| 1906                                     | 1920                       | Adrien de Casabianca             |             | |
| 1922                                     | 1933                       | René Pigné                       |             | |
| 1933                                     | 1941                       | Éloi Pruvost                     |             | |
|                                          |                            | Bernard des Champs de Boishébert | RI          | Conseiller général d'Offranville (1964 → 1976) |
| Les données manquantes sont à compléter. |                            |                                  |             | |
| mars 1971                                | mars 2008                  | Jean Dasnias                     | PS puis DVG | Proviseur Conseiller général d'Offranville (1982 → 2008) Président de Dieppe-Maritime (2003 → 2008)                                                           |
| mars 2008                                | 2014                       | Claude Dolique                   |             | Conciliateur de justice |
| 2014                                     | En cours (au 10 août 2020) | Imelda Vandecandelaere           | DVD         | Assistante sociale Conseillère départementale de Dieppe-1 (2015 →) Vice-présidente de la CA de la Région Dieppoise (2020 → ) Réélue pour le mandat 2020-2026, |

### Jumelages
- Thurmaston (Royaume-Uni).

## Démographie
L'évolution du nombre d'habitants est connue à travers les recensements de la population effectués dans la commune depuis 1793. Pour les communes de moins de 10 000 habitants, une enquête de recensement portant sur toute la population est réalisée tous les cinq ans, les populations de référence des années intermédiaires étant quant à elles estimées par interpolation ou extrapolation. Pour la commune, le premier recensement exhaustif entrant dans le cadre du nouveau dispositif a été réalisé en 2005.

En 2022, la commune comptait 3 218 habitants, en évolution de +5,99 % par rapport à 2016 (Seine-Maritime : +0,35 %, France hors Mayotte : +2,11 %).
| 1793  | 1800  | 1806  | 1821  | 1831  | 1836  | 1841  | 1846  | 1851  |
| ----- | ----- | ----- | ----- | ----- | ----- | ----- | ----- | ----- |
| 1 800 | 1 401 | 1 415 | 1 638 | 2 006 | 1 708 | 1 684 | 1 698 | 1 674 |

| 1856  | 1861  | 1866  | 1872  | 1876  | 1881  | 1886  | 1891  | 1896  |
| ----- | ----- | ----- | ----- | ----- | ----- | ----- | ----- | ----- |
| 1 687 | 1 747 | 1 711 | 1 651 | 1 575 | 1 603 | 1 686 | 1 721 | 1 790 |

| 1901  | 1906  | 1911  | 1921  | 1926  | 1931  | 1936  | 1946  | 1954  |
| ----- | ----- | ----- | ----- | ----- | ----- | ----- | ----- | ----- |
| 1 696 | 2 482 | 1 529 | 1 532 | 1 621 | 1 540 | 1 628 | 1 871 | 2 056 |

| 1962  | 1968  | 1975  | 1982  | 1990  | 1999  | 2005  | 2006  | 2010  |
| ----- | ----- | ----- | ----- | ----- | ----- | ----- | ----- | ----- |
| 1 962 | 2 040 | 2 236 | 2 930 | 3 059 | 3 470 | 3 394 | 3 347 | 3 321 |

| 2015  | 2020  | 2022  | - | - | - | - | - | - |
| ----- | ----- | ----- | - | - | - | - | - | - |
| 3 066 | 3 162 | 3 218 | - | - | - | - | - | - |

## Économie
- Rexam Pharma SAS – Fabrication de canettes alu et métal, bouchons à vis de bouteilles et emballages plastique pour l'industrie pharmaceutique.
- Gévelot Extrusion, Fabrication de petites pièces et usinage pour l'industrie automobile.
- Rousseau, pose et maintenance de mobilier urbain, structures métalliques et enseignes.
- Lear, panneaux de portes pour l'automobile, usine fermée le 17 octobre 2008[29].

## Culture locale et patrimoine

### Lieux et monuments

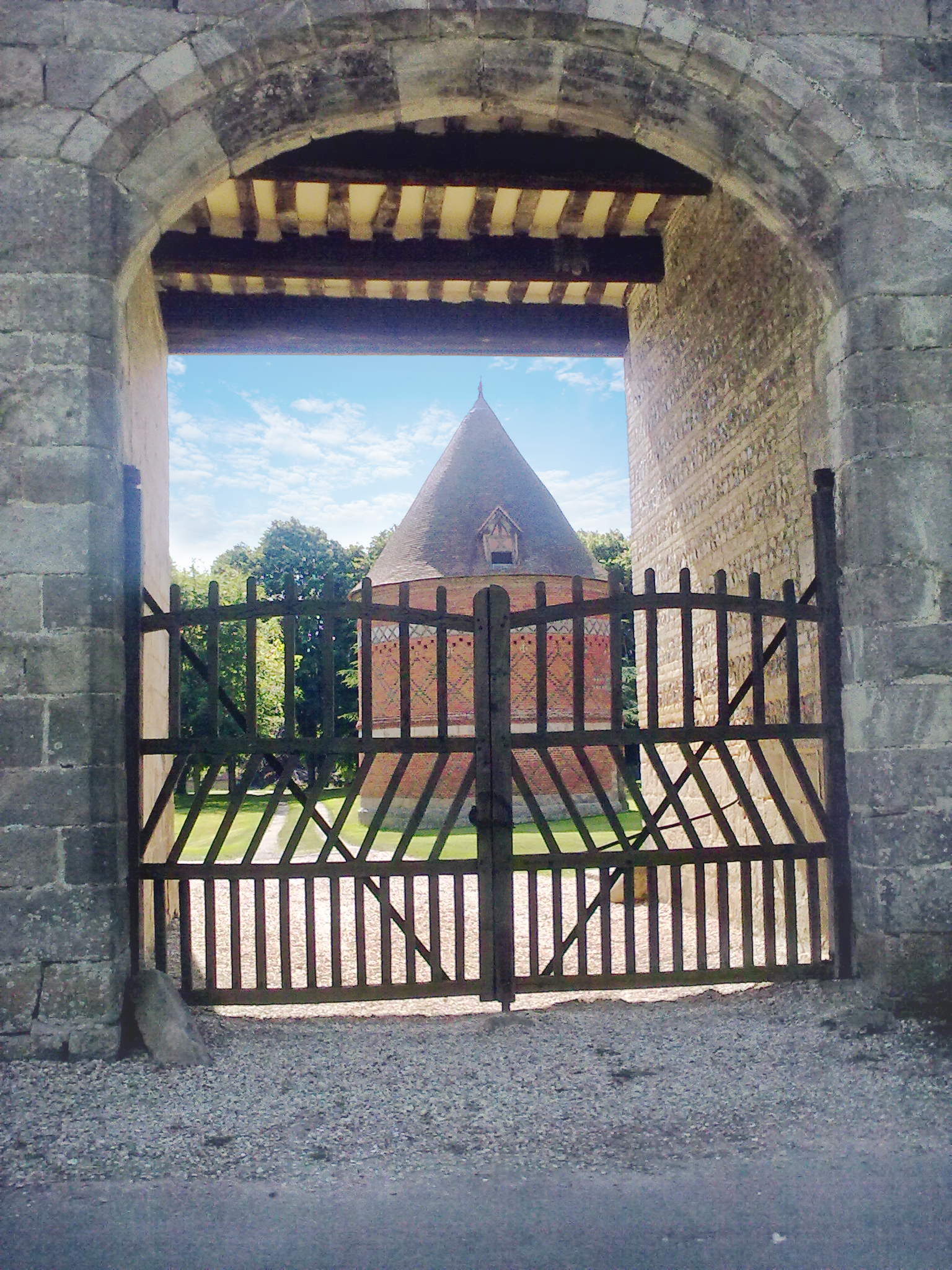
L'un des cinq colombiers situés sur le territoire de la commune.

- L'église Saint-Ouen d'Offranville possède un clocher tors construit vers 1570, qui culmine à 45 m. Il est surmonté d'une flèche octogonale, recouverte d'ardoises, vrillée de la gauche vers la droite de 1/8e de tour environ.
- L'if millénaire situé près de l'église[30],[31].
- Monument aux morts (1922)

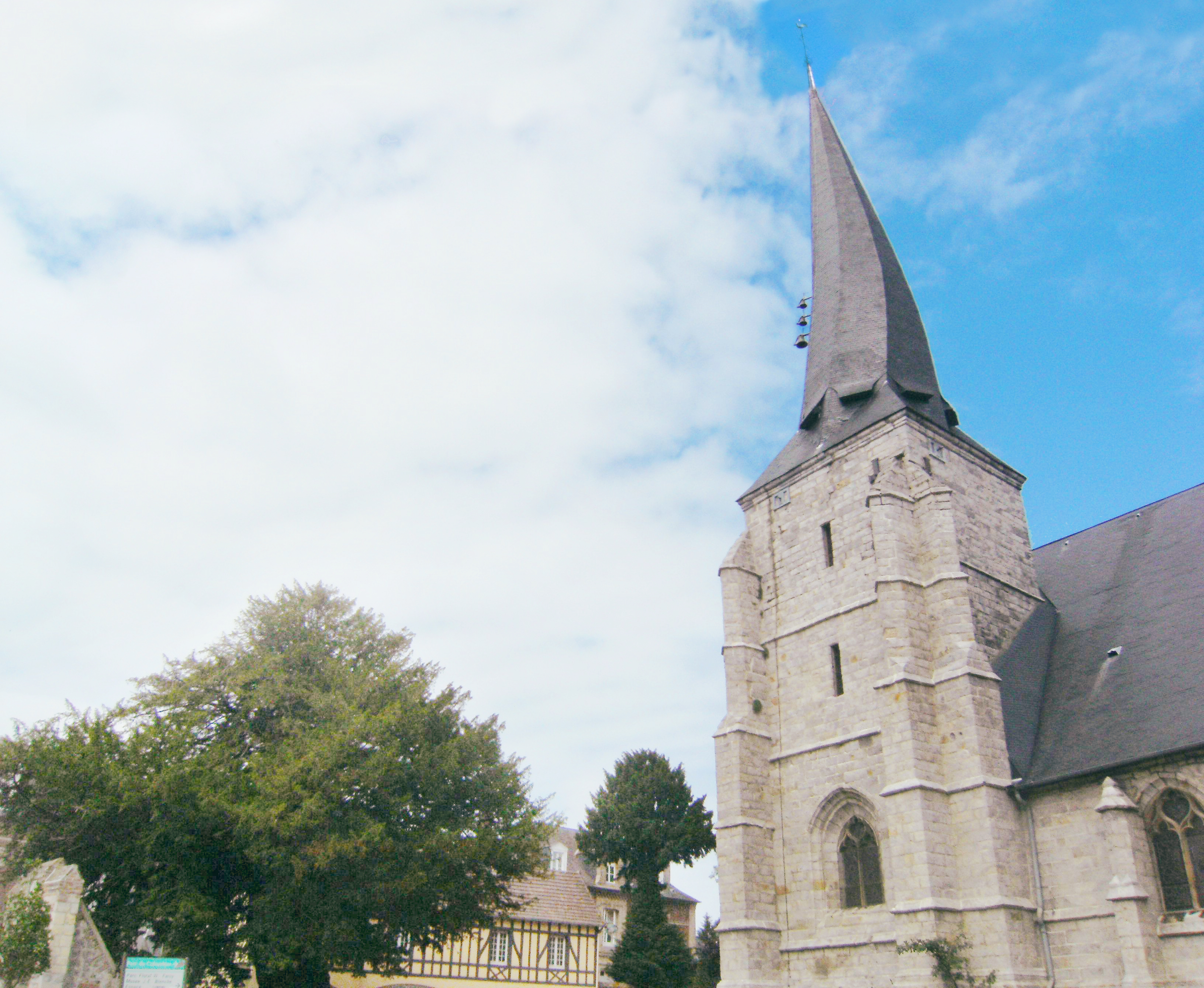
L'église Saint-Ouen et l'if millénaire.
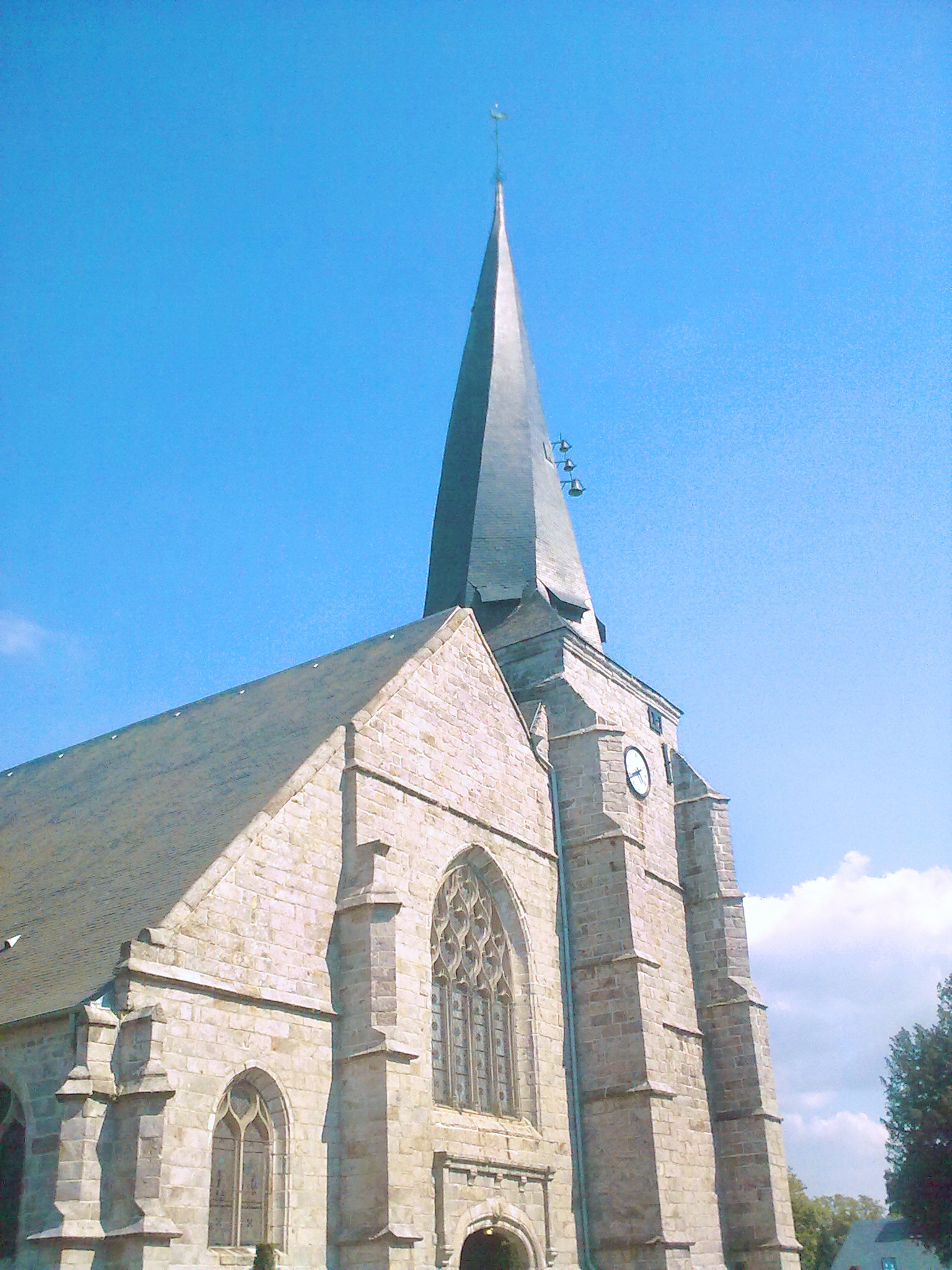
Détails de la façade et du clocher tors.
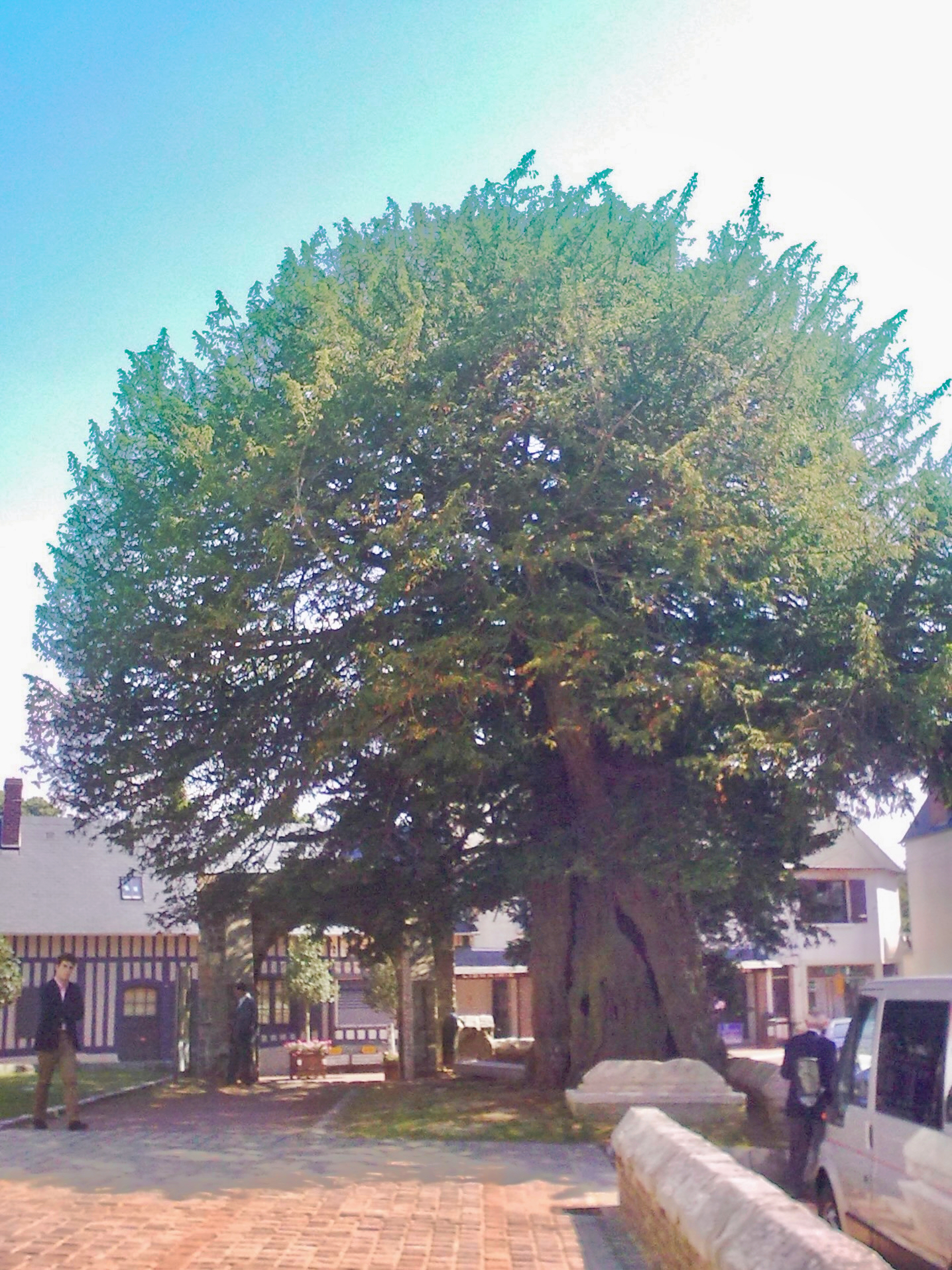
L'if millénaire.

- Le colombier et le parc William-Farcy, un jardin d'agrément avec fleurs, arbres et arbustes.
- Les quatre autres colombiers (privés) de la commune.
- Le musée Jacques-Émile-Blanche.
- Parc du château des Marettes[32].

### Personnalités liées à la commune
- Jacques-Émile Blanche (1861-1942), peintre, a vécu à Offranville. Le musée du village porte son nom et contient certaines de ses œuvres. Il a peint le monumental tableau (inauguré en 1919) de la stèle du monument aux morts dans l'église.
- François Mauriac y a séjourné dès 1917 et le peintre Jacques-Émile Blanche y a fait son portrait.
- Anna Hope Hudson a acheté et habité le château d'Auppegard, en 1920.
- Victorien Lelong (1866-1933), architecte, y est mort.
- Naâman (1990-2025), musicien de reggae, y a grandi.

### Héraldique
| Blason de Offranville | Blason  | Écartelé : au premier d'or à la croix de gueules accompagnée de seize alérions d'azur, quatre dans chaque canton, au deuxième burelé d'argent et de gueules de dix pièces, au lion de sable couronné d'or brochant sur le tout, au troisième tiercé en fasce d'azur, d'or au demi-anneau supérieur mouvant d'azur et d'argent aux trois canettes de sable becquées et membrées de gueules 2&1, au quatrième de gueules aux deux bâtons écotés d'or passés en sautoir, cantonnés, en chef, d'un croissant d'argent, aux flancs et en pointe, de trois étoiles aussi d'or. |
| Blason de Offranville | Détails | Le statut officiel du blason reste à déterminer. |